# Skřipel
Skřipel település Csehországban, a Berouni járásban. Skřipel Hostomice, Velký Chlumec, Lážovice, Osov és Neumětely településekkel határos. Lakosainak száma 139 fő (2024. január 1.).

## Népesség
A település lakosságának változását az alábbi diagram mutatja:
| Lakosok száma | 174  | 179  | 163  | 140  | 148  | 117  | 119  | 129  | 129  | 139  |
|               | 1869 | 1890 | 1921 | 1950 | 1980 | 2001 | 2017 | 2019 | 2022 | 2024 |